# Mai-HiME
Mai-HiME (舞-HiME) là một anime do hãng Sunrise sản xuất, sau đó được chuyển thành manga và game. Hãng Bandai Entertainment đã mua bản quyền phát hành anime tại thị trường Bắc Mỹ, và Beez ở châu Âu. Phiên bản tiếng Anh gọi là "My-HiME".

## Nội dung

Học viện Fuuka

Tokiha Mai chuyển đến học viện Fuuka cùng với em trai của mình. Trên chuyến tàu đến Fuuka, họ nhặt được Mikoto, một cô bé đang trôi trên sông cùng một thanh kiếm. Nhưng ngay sau đó họ bị tấn công bởi một cô gái khác là Natsuki. Mikoto và Natsuki đánh nhau bằng một sức mạnh kỳ lạ, và tàu chìm ngỉm. Mai cũng bị chìm luôn, nhưng sáng hôm sau cô phát hiện mình đang ở trên bãi cỏ của học viện Fuuka cùng Mikoto, và học sinh trong trường đang vây quanh 2 người vì bãi cỏ đã bị đốt cháy nát.
Mai nhanh chóng phát hiện ra Natsuki, người đã nhận chìm thuyền đêm hôm trước cũng đang theo học tại Fuuka, và ở trường này còn những cô gái khác nữa cũng có năng lực siêu nhiên như thế. Những cô này được gọi là HiME, mỗi người có một linh thú bảo vệ gọi là Child, và họ giúp chống lại những quái vật gọi là Orphan. Mỗi HiME đều mang trên mình một dấu ấn. Mai mang dấu ấn HiME trên ngực, cô gặp được Child của mình là Kagutsuchi và chính thức trở thành 1 HiME. Từ đó cô phải liên tục chiến đấu với những Orphan, trong lúc cũng phải chăm sóc cho em trai và bản thân.

Shizuru và Natsuki, một cặp yuri được nhiều fan yêu thích.

Tuy nhiên, những cuộc tấn công của những Orphan chỉ là "luyện tập". Các HiME được thông báo là lễ hội sắp bắt đầu, và họ bị buộc phải đánh lẫn nhau để chọn ra một HiME cuối cùng mới có thể cứu thế giới khỏi bị diệt vong khi ngôi sao HiME đến Trái đất. Nếu một HiME bị thua, người mà cô ta yêu quý nhất sẽ chết, do đó không còn chỗ cho tình bạn. Và những HiME còn ẩn nấp trước đó cũng bắt đầu ra mặt...
Mai-HiME là một anime có nội dung cũ và thuộc thể loại mahou shoujo vốn đã trở nên nhàm chán, nhưng đã lại rất thành công với phong cách mới và những nhân vật có cá tính nổi bật. Nửa đầu của Mai-HiME là một câu chuyện tình cảm hài, nhưng nửa sau đột ngột thay đổi và trở nên đen tối, khiến nó trở nên hấp dẫn từ đầu đến cuối.
Tựa đề Mai-HiME là một cách chơi chữ. "Hime" (姫) nghĩa là "công chúa", nhưng ở đây là chữ viết tắt của "Highly-advanced Materializing Equipment". Chữ Mai, tên của nhân vật chính, có nghĩa là "múa" nhưng phiên bản tiếng Anh lại đổi thành My-HiME, nghĩa là "Công chúa của tôi". Mai-Otome thường được xem là phần 2 của Mai-HiME, với cùng dàn nhân vật, nhưng cốt truyện hoàn toàn thay đổi.

## Nhân vật

### HiME

#### Mai
- Tên: Tokiha Mai
- Seiyuu: Nakahara Mai
- Tuổi: 16
- Chiều cao: 157 cm
- Cân nặng: 46 kg
- Ngày sinh: 22 tháng 7
- Cung hoàng đạo: Cự Giải

Mai

- Tiểu sử: Từ bé, Mai đã phải một mình chăm sóc em trai là Takumi. Takumi bị ốm và Mai phải đi làm thêm để kiếm tiền chữa bệnh cho cậu. Mai nấu ăn rất ngon và khi chuyển đến học viện Fuka, cô ở cùng phòng với Mikoto. Mai có tình cảm với bạn cùng lớp là Yũichi. Child của Mai là một phượng hoàng lửa tên Kagutsuchi, thần lửa trong thần thoại Nhật Bản.

#### Mikoto
- Tên: Minagi Mikoto
- Seiyuu: Shimizu Ai
- Tuổi: 14
- Chiều cao: 143 cm
- Cân nặng: 37 kg
- Ngày sinh: 4 tháng 11
- Cung hoàng đạo: Bọ Cạp

Mikoto

- Tiểu sử: Mikoto là học sinh trung học. Cô có tính cách giống mèo, thích ngủ ngày, không ăn cay được, và sợ tắm nước nóng. Mikoto ở cùng phòng với Mai trong ký túc xá của trường Fuuka, và luôn được Mai chuẩn bị hộp cơm trưa cho. Mikoto luôn mang theo mình thanh kiếm lớn màu đen được đặt tên là Miroku, và cô đang tìm kiếm người anh đã bị lạc từ lâu của mình.

#### Natsuki
- Tên: Kuga Natsuki
- Seiyuu: Chiba Saeko
- Tuổi: 17
- Chiều cao: 160 cm
- Cân nặng: 47 kg
- Sinh nhật: 15 tháng 8
- Cung hoàng đạo: Sư Tử

Natsuki

- Tiểu sử: Natsuki là một cô gái nóng tính và rất dễ nổi cáu. Tuy lớn hơn Mai 1 tuổi, Natsuki học cùng lớp với Mai vì bị ở lại lớp (do hay trốn học đi làm thám tử để tìm những kẻ gây ra cái chết của mẹ cô). Người duy nhất luôn ủng hộ và giúp đỡ Natsuki là Shizuru, chủ tịch hội đồng học sinh của trường. Child của Natsuki, Duran, là một con sói bạc, có 2 súng trường trên vai có thể bắn ra đạn bằng bạc gây đóng băng.

#### Shizuru
- Tên: Fujino Shizuru
- Seiyuu: Shindou Naomi
- Tuổi: 17
- Chiều cao: 162 cm
- Cân nặng: 46 kg
- Sinh nhật: 19 tháng 12
- Cung hoàng đạo: Nhân Mã

Shizuru

- Tiểu sử: Shizuru có phong cách của một phụ nữ quý tộc phong kiến, với giọng kyoto, thường mặc kimono, rất thích uống trà, và sử dụng naginata. Do vậy cô có vô số người hâm mộ mặc dù tính tình khá kỳ quặc. Trong cuộc tranh cử chức vụ "chủ tịch hội đồng sinh viên" trường, Shizuru thắng áp đảo đối thủ Suzushiro Haruka với 817 phiếu trên 12, mặc dù Haruka đã có một bài phát biểu cực kỳ dài còn Shizuru chỉ ngồi uống trà ở góc phòng. Child của Shizuru là Kiyohime, con rắn khổng lồ có 9 đầu trong thần thoại.

#### Midori
- Tên: Sugiura Midori
- Seiyuu: Tamura Yukari
- Tuổi: 24 (tự nhận là 17)
- Chiều cao: 157 cm
- Cân nặng: 45 kg
- Sinh nhật: 6 tháng 4
- Cung hoàng đạo: Bạch Dương

Midori

- Tiểu sử: Là một người rất thích tìm hiểu lịch sử, nhiệt tình, vui tính, có vẻ hơi "tò mò". Midori đã khai gian tuổi thành 17 để được làm việc bán thời gian ở chỗ của Mai. Từ sau khi thầy giáo già dạy sử của lớp Mai bị thương nặng, Midori đã trở thành cô giáo mới.

#### Akane
- Tên: Higurashi Akane
- Seiyuu: Iwao Junko
- Tuổi: 16
- Chiều cao: 156 cm
- Cân nặng: 44 kg
- Sinh nhật: 7 tháng 9
- Cung hoàng đạo: Xử Nữ
- Tiểu sử: Một bạn học cùng lớp và đồng nghiệp ngoài giờ với Mai. Akane là một cô gái bình thường, không có gì nổi bật, tuy là một HiME nhưng vẫn thuộc tuyến nhân vật phụ.

#### Nao
- Tên: Yūki Nao
- Seiyuu: Nanri Yuuka
- Tuổi: 14
- Chiều cao: 153 cm
- Cân nặng: 40 kg
- Sinh nhật: 13 tháng 6
- Cung hoàng đạo: Song Tử
- Tiểu sử: Nao thường xuất hiện cùng một chiếc điện thoại động trên tay, dùng nickname Juliet để lừa đàn ông và sau đó bó bột họ lại bằng tơ nhện. Người duy nhất Nao yêu thương là mẹ của cô đang nằm trong bệnh viện, ngoài ra không có ai đủ để cô tin cậy.

#### Akira
- Tên: Okuzaki Akira
- Seiyuu: Kobayashi Sanae
- Tuổi: 13
- Chiều cao: 149 cm
- Cân nặng: 38 kg
- Sinh nhật: 12 tháng 5
- Cung hoàng đạo: Kim Ngưu
- Tiểu sử: Để che giấu thân phận HiME của mình, Akira đã giả trang thành con trai khi theo học tại trường Fuuka. Akira sống cùng phòng với Takumi, em trai của Mai và nảy sinh tình cảm với cậu. Trong một trận chiến, Child của Akira là Gennai đã bị hạ và vì vậy Takumi biến mất.

#### Yukino
- Tên: Kikukawa Yukino
- Seiyuu: Noto Mamiko
- Tuổi: 16
- Chiều cao: 154 cm
- Cân nặng: 41 kg
- Sinh nhật: 8 tháng 3
- Cung hoàng đạo: Song Ngư
- Tiểu sử:

#### Shiho
- Tên: Munakata Shiho
- Seiyuu: Nogawa Sakura
- Tuổi: 14
- Chiều cao: 152 cm
- Cân nặng: 41 kg
- Sinh nhật: 16 tháng 10
- Cung hoàng đạo: Thiên Bình
- Tiểu sử: Shiho là cô bé thường bám lấy Yuuchi và gọi cậu là "Onii-chan". Shiho cũng là 1 HiME nhưng không biết.

#### Yukariko
- Tên: Sanada Yukariko
- Seiyuu: Inoue Kikuko
- Tuổi: 20
- Chiều cao: 159 cm
- Cân nặng: 55 kg
- Sinh nhật: 1 tháng 1
- Cung hoàng đạo: Ma Kết
- Tiểu sử:

#### Fumi

Fumi và Mashiro

- Tên: Himeno Fumi
- Seiyuu: Nogami Yukana
- Tuổi: 19
- Sinh nhật: 3 tháng 2
- Cung hoàng đạo: Bảo Bình
- Tiểu sử:

#### Alyssa
- Tên: Alyssa Searrs
- Seiyuu: Miyamura Yuko
- Tuổi: 10
- Chiều cao: 122 cm
- Cân nặng: 22 kg
- Sinh nhật: 1 tháng 4
- Cung hoàng đạo: Bạch Dương

Alyssa và Miyu

- Tiểu sử: Alyssa là HiME thứ 13, được Nagi thường gọi là "đồ dỏm". Cô bé được tạo ra bởi dòng họ Searrs, và từ nhỏ chỉ có Miyu chơi cùng. Alyssa có giọng hát rất hay, và ở trong dàn đồng ca của học viện Fuuka, mặc dù còn rất bé. Child của Alyssa là Artemis, một vệ tinh nhân tạo ngoài không gian, có thể bắn lazer gây sức tàn phá 1 vùng rộng lớn (mất khá nhiều thời gian cho mỗi lần bắn). Đồng thời, Alyssa có thể điều khiển, triệu tập nhiều orphan khác như child của mình.

### Các nhân vật khác

#### Haruka
- Tên: Suzushiro Haruka
- Seiyuu: Yuzuki Ryōka
- Tuổi: 16
- Sinh nhật: 3 tháng 8
- Cung hoàng đạo: Sư Tử
- Tiểu sử: Thành viên của Hội học sinh học viện Fuuka. Là bạn thân nhất của Yukino. Cô rất ghét Shizuru bởi đã bị Shizuru đánh bại trong cuộc bầu cử chủ tịch hội học sinh. Cô luôn là người nhiệt tình đi dọn dẹp mọi vụ lộn xộn trong trường.

#### Mashiro
- Tên: Kazahana Mashiro
- Seiyuu: Nogami Yukana
- Tuổi: 11
- Sinh nhật: 3 tháng 2
- Cung hoàng đạo: Song Ngư
- Tiểu sử: Mashiro được mô tả như là một cô gái nhỏ với mái tóc hoa oải hương. Cô thường có vai trò lãnh đạo, là chủ tịch của Học viện Fuka.

#### M.I.Y.U.
- Tên: Miyu Greer
- Seiyuu: Asai Kiyomi
- Tuổi: 16
- Sinh nhật: 4 tháng 7
- Cung hoàng đạo: Cự Giải
- Tiểu sử: Miyu là robot được tạo ra để bảo vệ Alyssa Searrs.

#### Takumi
- Tên: Tokiha Takumi
- Seiyuu: Takahashi Yugo
- Tuổi: 13
- Tiểu sử: Em trai của Mai, bị ốm đau luôn. Takumi rất buồn và lo lắng khi trở thành gánh nặng cho chị gái. Takumi là bạn cùng phòng với Akira.

#### Yūichi
- Tên: Tate Yūichi
- Seiyuu: Seki Tomokazu
- Tuổi: 16
- Tiểu sử: Bạn cùng lớp của Mai, và là bạn thời thơ ấu của Shiho. Yūichi trở thành mục tiêu của cả Shiho và Mai, nhưng anh chỉ xem Shiho như em gái. Điều này khiến Shiho căm ghét Mai, và khi Mikoto đánh bại Shiho để bảo vệ Mai, Yūichi (người Shiho yêu quý nhất) biến mất.

#### Reito
- Tên: Kanzaki Reito
- Seiyuu: Seki Toshihiko
- Tuổi: 18
- Tiểu sử: Phó chủ tịch hội đồng sinh viên của học viện Fuuka, tên thật là Minagi Reito, là người anh mà Mikoto đang tìm.

#### Nagi
- Tên: Nagi Homura
- Seiyuu: Ishida Akira
- Tuổi: 14
- Tiểu sử:

## Tập phim
1. それは☆乙女の一大事 (A Girl's Most Important Event) Mai và Takumi đến trường, bị chìm thuyền.
2. ヒミツの放課後 (After-School Secrets) Mai nấu ramen cho Mikoto ăn, sau đó hợp tác cùng Natsuki để tiêu diệt một Orphan.
3. 炎の舞／星の誓い (Dance of Flames/Oath of the Star) Mai triệu hồi Kagutsuchi và phá hoại tài sản của học viện.
4. 風のイ・タ・ズ・ラ (Prank of the Wind) Gió biết rằng Natsuki không mặc quần lót nên trêu chơi. Bộ sưu tập quần áo lót của Natsuki ra đi.
5. 雨――。涙…… (Rain — Tears...) Mai đi làm thêm. Mưa.
6. もえる十七歳(^^;) (Passionate 17-year-old (^^;)) Mai đi giúp làm lễ cưới. Midori nghỉ làm hầu bàn đi ăn trộm.
7. 迷子の仔猫たち (Lost Kittens) Mikoto và Nao đi lừa đàn ông. Nao bị đập.
8. たいせつのｍの (Precious Thing) Lễ hội của trường. Akane nhập viện.
9. 海とオトメとなつきのヒミツ♪ (The Sea, The Maidens, and Natsuki's Secret) Nghỉ hè, mọi người đi tắm biển.
10. ケーキ大戦!!! (Cake Wars!!!) Midori tổ chức cuộc thi làm bánh, Shizuru không lo làm, chỉ ngồi uống trà. Akira và Takumi làm tiệc sinh nhật cho Mai.
11. 光と闇の輪舞（ロンド） (Dance of Light and Darkness) Một con quỷ hút máu xuất hiện trong trường để lột quần áo nữ sinh.
12. 天使のほほえみ (Smile of an Angel) Natsuki bị bắt cóc.
13. ～たまゆらの夜～ (Night of Tamayura) Mai và Reito đi chơi. Natsuki đi làm thám tử.
14. ねらわれる学園 (The Attacked Academy) Alyssa và Miyu nổi loạn chiếm trường học.
15. 天翔ける ﾐ☆ 女子高生 (High School Girl ☆ Soars To Heaven) Mai bay lên vũ trụ.
16. Parade ♪ Midori thành lập "HiME Rangers"!
17. そつきな、唇 (Deceitful Lips) Các HiME được thông báo rằng lễ hội của HiME sắp bắt đầu.
18. ――はじまり。 (Beginning) Một HiME bí ẩn tấn công Mai.
19. こころの迷宮 (Labyrinth of the Heart) Các HiME bắt đầu đánh lẫn nhau.
20. 炎の舞／涙の運命 (Dance of Flames/Tears of Destiny) Mikoto giết chết em của Mai là Takumi.
21. 黒き君、目覚めるとき (Obsidian Prince Awakens) Shizuru lợi dụng lúc Natsuki đang bất tỉnh để ecchi.
22. くずれゆく…… (Collapse……) Mai tìm cách cứu sống Takumi.
23. 愛情と友情、非情 (Love and Friendship, Heartlessness) Mikoto tìm được anh trai. Shizuru đánh bại Yukino và giết Haruka.
24. コイ・ハ・タタカイ (Love is a Battle) Shizuru đánh bại Nao để bảo vệ Natsuki. Mikoto đánh bại Shiho để bảo vệ Mai, và Yūichi chết.
25. 運命の刻へ (The Moment of Destiny) Shizuru và Natsuki đánh nhau. Mai và Mikoto cũng đánh nhau luôn.
26. Shining ☆ Days Mọi người được hồi sinh hết. Kết thúc tốt đẹp =)

## OSTs
Mai-HiME có nhạc nền do nữ nhạc sĩ Kajiura Yuki viết.
- OST 1

| Tên tiếng Nhật 1. Ensei 2. Kyou no Hajimari 3. Natsu, Sora, Kaifuu 4. Fuuka Gakuen Seikatsu 5. Shinobi Yoru Kage 6. Yami no Butou 7. Gakutenou Kenzan! 8. Yasashisa no Guuwa 9. Makafushigi 10. Oharahetta! 11. Mata Aou ne 12. Yuubae no Sora 13. Yamiyo he no Prologue 14. Duran Shoukan 15. Kagutsuchi Kourin 16. It's only the fairy tale 17. Gogo no Hizashi 18. Chiisana Shiawase 19. Koi wo Shitakara 20. Nazo ga Nazo wo Yobu 21. Yoru no Soko ni Shizumu 22. Tokiiro no Mai 23. Mezame 24. Ensei no Shizukesa | Tên tiếng Anh 1. Hime Star 2. Start of Today 3. Summer, Sky, Sea Breeze 4. Fuuka Gakuen Life 5. Creeping Shadow 6. Dance of Darkness 7. Meet Gakutenou! 8. Kind Allegory 9. Mysterious 10. I'm Hungry! 11. Let's Meet Again 12. Sunset Sky 13. Prologue to a Dark Night 14. Duran Summon 15. Kagutsuchi Descends 16. It's only the fairy tale 17. Afternoon Sunlight 18. A Tiny Happiness 19. Because I fell in love with you 20. Mystery Invites Mystery 21. Sinking to the Bottom of the Night 22. Pink Dance 23. Awakening 24. Serenity of the Hime Star |
| | |

- OST 2

| Tên tiếng Nhật 1. Ensei~Omou Kokoro~ 2. Mayoi to, Tomadoi to Yureru Omoi 3. Asa, Tsuka no Aida no Yasuragi 4. Hajimari~Yami e no Shoutai~ 5. Mai Yume!! 6. Omoi, Sore wa Shoujo no Kirameki 7. Kokuyou no Kimi~Amai Yuuwaku 8. Taisetsu na Hito 9. Dare mo Inai Houkago 10. Kako he no Requiem 11. Ensei~instrumental ver.~ 12. Mezame~instrumental ver.~ 13. It's only the fairy tale~instrumental ver.~ 14. Nonbiri na Hirusagari 15. Irasshaimase! Famires he! 16. Shikkoubu wa Odoru Yo 17. Minogasanaizo! 18. Matamata Oharahetta! 19. Soushitsu 20. Ensei~Hitori~ 21. Nemuranai Yami no Shitou 22. Shiromuku no Hime 23. Natsuki Sennyuu 24. Yobai Yoru Nazo, Nazo... 25. Omoi, Hakanaku..... 26. Konran 27. Yami ga Hirogaru 28. Samayoeru Yamiyo 29. Owari no Nai Crossroad 30. Shinkou ni Somaru Yoru no Yume 31. Shinwa no Hate ni~HiME to Kokuyou no Kimi~ 32. Omoi Hitohira 33. Ensei~Mashiro | Tên tiếng Anh 1. Hime Star~Emotional Heart~ 2. Hesitation, Bewilderment and Swaying Feelings 3. Morning, Serenity of the Interval Mound 4. Beginning~Invitation to Darkness 5. Dancing Dream!! 6. Feelings, that's the Girl's Sparkle 7. Lord Kokuyou~Sweet Temptation 8. Important Person 9. Nobody After School 10. Requiem to the Past 11. Hime Star~instrumental ver.~ 12. Awakening~instrumental ver.~ 13. It's only the fairy tale~instrumental ver.~ 14. Careful Afternoon 15. Welcome to the Family Restaurant! 16. Executives Dance 17. Unmissable! 18. I'm Hungry Again! 19. Loss 20. Hime Star~Alone~ 21. Struggle of Unsleeping Darkness 22. White Kimono Hime 23. Natsuki Sneaking In 24. Creeping Mystery Approches, Mystery... 25. Feelings, Fleetings..... 26. Chaos 27. Darkness Spreading 28. Prowling in the Dark Night 29. Neverending Crossroad 30. Dream of the Crimson-dyed Night 31. End of the Legend~HiME and Lord Kokuyou~ 32. Petal of Feelings 33. Hime Star~Mashiro~ |
| | |

## Bài hát trong anime
- Mở đầu:

"Shining Days" do Kuribayashi Minami thể hiện
- Kết thúc:

"Kimi ga Sora datta" do Misato Aki thể hiện
"Shining Days" do Kuribayashi Minami thể hiện (tập 26)
"It's Only The Fairy Tale" do Miyamura Yuko thể hiện (tập 15)
- Lời bài hát "It's only the fairy tale" do Kajiura Yuki viết:

Who are those little girls in pain
just trapped in castle of dark side moon
Twelve of them shining bright in vain
like flowers that blossom just once in years...
They're dancing in the shadow like whispers of love
just dreaming of place where they're free as dove
They've never been allowed to love in this cursed cage
It's only the fairy tale they believe...

## Anime liên quan
- Mai-Otome